# Kasteel Hillenraad

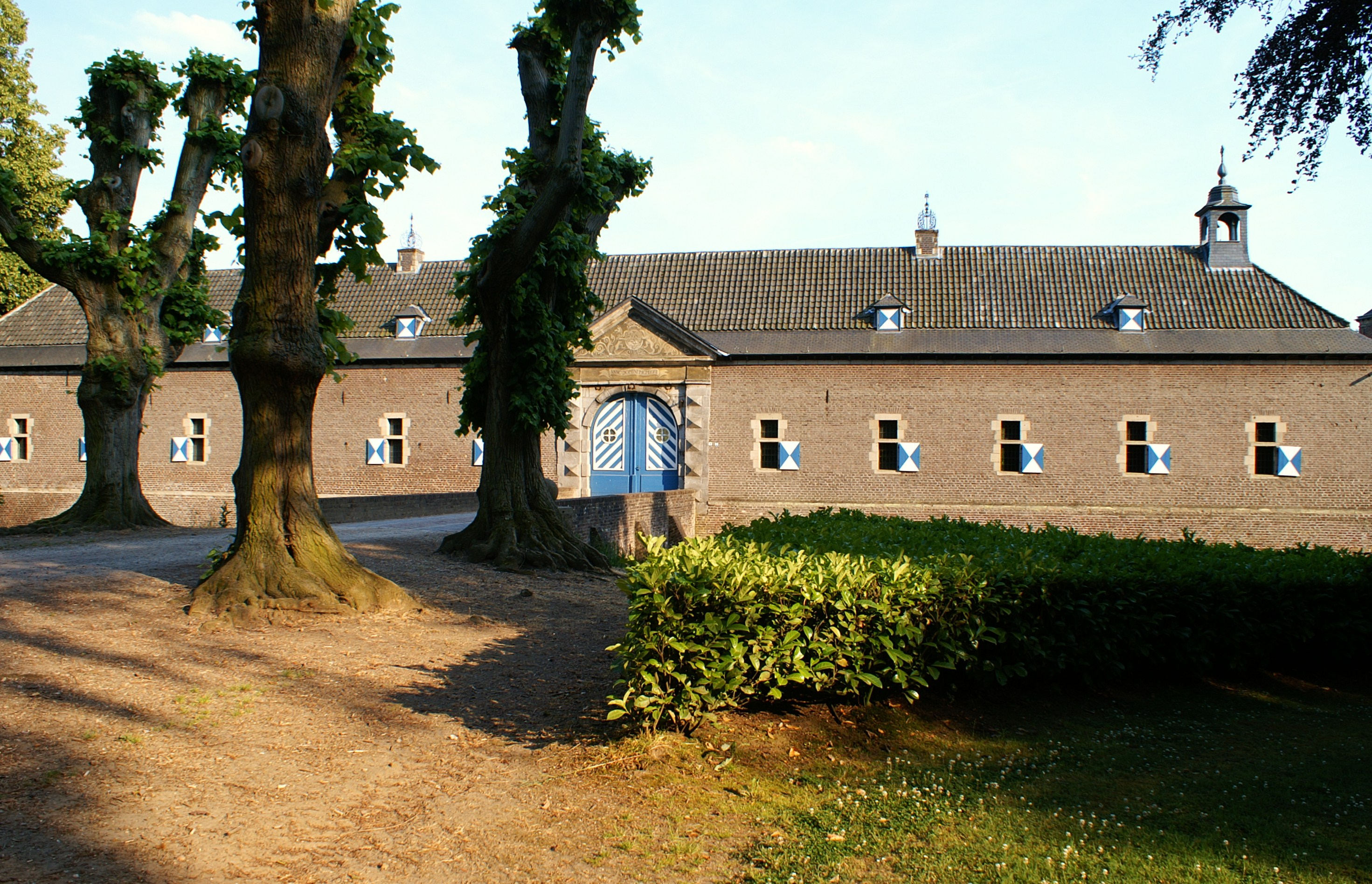
De voorburcht

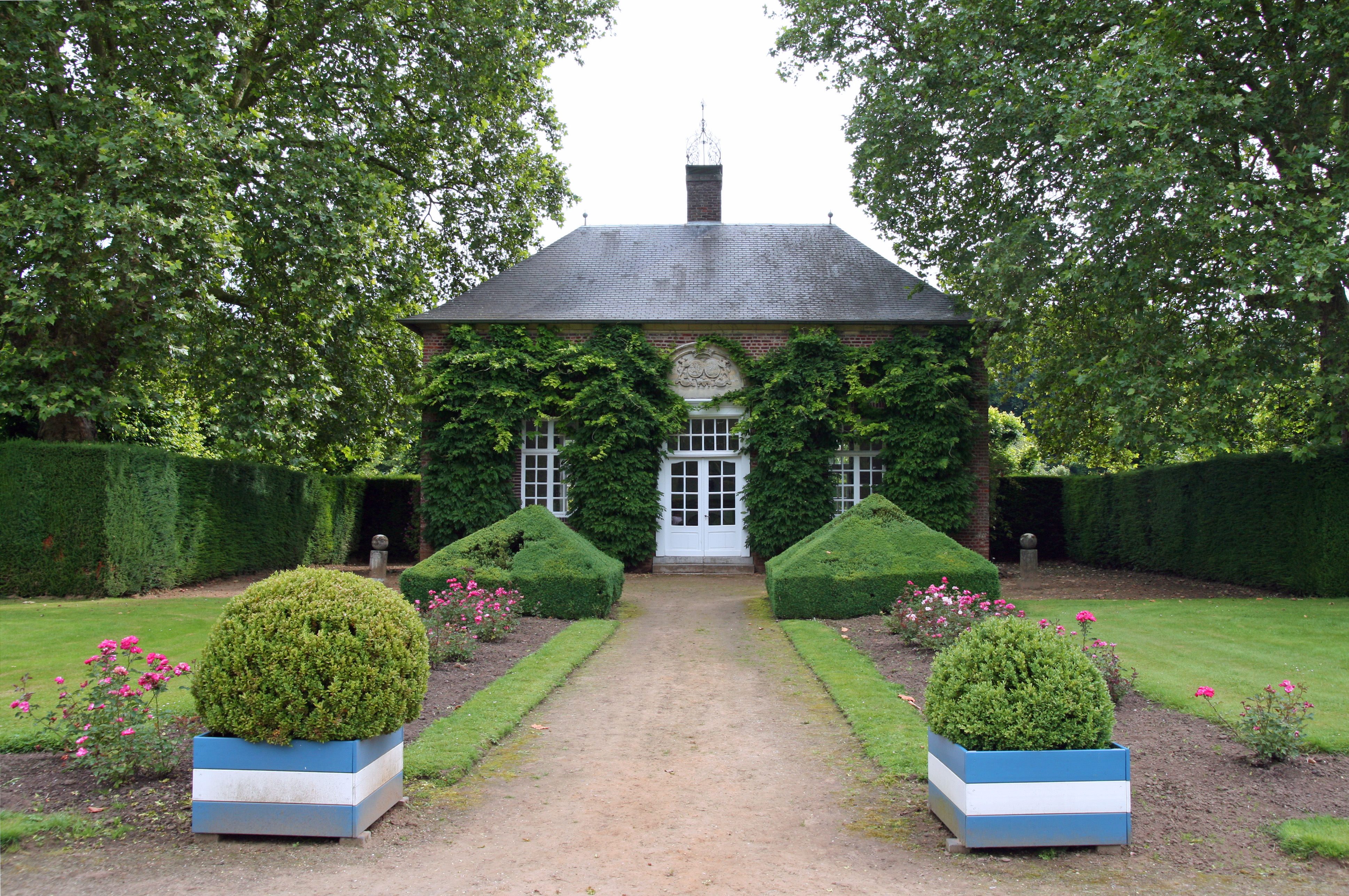
Paviljoen in de tuin

Kasteel Hillenraad is een vierkante waterburcht, oorspronkelijk uit de 14e eeuw, gelegen te midden van een landgoed tussen Swalmen en Boukoul in de gemeente Roermond (Limburg). Het bestaat uit een omgracht hoofdgebouw met vier hoektorens, een voorburcht, enkele bijgebouwen en een kasteelpark. Kasteel Hillenraad is een beschermd rijksmonument sinds 1970. Het gehele complex bestaat uit een twintigtal afzonderlijke inschrijvingen in het rijksmonumentenregister, waaronder het hoofdgebouw, de bijgebouwen en een aantal elementen in het park. Het kasteel is niet voor publiek toegankelijk. De slotgracht van het kasteel wordt gevoed met water van de Eppenbeek en de Rietlossing.

## Geschiedenis

### Enkele hoofdlijnen
- Van ca. 1270 tot 1695 was Swalmen een afzonderlijke heerlijkheid binnen het hertogdom Gelre.
- Het kasteel wordt voor het eerst genoemd op 28 juni 1380, in een verklaring waarbij twee mannen beloofden dat zij Didderic van Oest schadeloos zouden houden wegens een schuld. Mochten zij zich niet aan hun belofte houden, dan zouden ze vrijwillig op diens huis Hellenrade in zogenaamde leisting (een soort borgtocht) gaan.

Dideric was zeer waarschijnlijk de zoon van Willem van Oys (Oest, Oost) (van Swalmen)(Kanunnik en Scholaster van St. Servaas en H. Maria te Maastricht 1331.
Genoemd in de regesten van st. Gerlach Houthem
- In de 15e eeuw bestond Hillenraad alleen maar uit het middelste gedeelte.
- In 1572 had Willem van Oranje zijn hoofdkwartier op Hillenraad van waaruit hij de belegering van Roermond leidde. Arnold Schenck van Nijdeggen was toen kasteelheer.
- De heerlijkheid Swalmen wordt in 1695 verenigd met de heerlijkheid Asselt en tot een markgraafschap verheven.
- In de 17e en 18e eeuw is het kasteel uitgebreid en zijn de vier hoektorens aangebouwd.
- De huidige bewoner is T. de Guerre, kleinzoon van graaf Herman Jozef Wolff Metternich.

### Oorsprong van het Huis te Swalmen
In 1339 werd ridder Seger van Swalmen, zoon van wijlen Willem van Broeckhuysen, door graaf Dirk van Loon, heer van Heinsberg en Blankenberg, beleend met enkele landerijen in Swalmen. Vader Willem had al eerder zes bunder aan de graaf in onderpand gegeven in ruil voor een lening en ditmaal had zoon Seger nogmaals acht bunder verpand, gelegen in Hoppenrade. Van een kasteel is in deze akte nog geen sprake. Toch is deze akte belangrijk voor de vroegste geschiedenis van het kasteel, omdat Hoppenrade later samen met het kasteel één leengoed zal vormen.
Hoppenrade is een stuk land dat grenst aan het huidige kasteel. Omdat het kasteel in de voorgaande akte nog niet wordt genoemd, is het waarschijnlijk dat het slot na 1339 werd gebouwd en dat de familie Van Swalmen nog op het huis Rathem woonde, later ook wel Oudborg of Naborch genoemd.

### De familie Van Oest
In 1380 wordt het huis Hellenrade voor het eerst genoemd in een akte. Het kasteel was toen eigendom van Didderic van Oest (uit het geslacht Van Oys, afkomstig van kasteel Oost in Oost-Maarland). Dirk van Oest en zijn vrouw Felicitas van Uppey (bij Luik) werden in 1381 door aankoop van Robijn van Swalmen tevens eigenaar van diverse andere goederen te Swalmen, waaronder het 'huys' (de Naborch) en een watermolen. Dirks moeder was waarschijnlijk een zus van Robijn van Swalmen. Dirk was in 1379 al getuige bij een vonnis inzake de schatplichtigheid van Swalmen en Asselt. Verkoper Robijn, kanunnik van het Sint-Servaaskapittel in Maastricht, had deze goederen geërfd van zijn broer Werner van Swalmen. In 1382 sloot Dirk van Oest een verdrag met de stad Keulen, die verwikkeld was in een strijd tegen de aartsbisschop aldaar. Dirk beloofde o.a. dat hij zijn kasteel, dat hij in leen hield van de hertog van Gelre, beschikbaar zou stellen als de stad daarom vroeg. Al een half jaar later verzoenden stad en aartsbisschop zich, zodat Dirk zijn burcht nooit daadwerkelijk open hoefde te stellen.

### De familie Schenck van Nydeggen
Door het huwelijk van Isabella van Oest met Arnold Schenck van Nydeggen kwam Hillenraad in 1486, enkele generaties later, in handen van een ander geslacht.
Hillenraad zal er in de 14e eeuw heel anders hebben uitgezien. Vermoedelijk was het weinig meer dan een groot rechthoekig huis, met op een van de hoeken een ronde toren. Deze toren wordt nog genoemd in een akte uit 1607. De toren zal hebben gelegen op de zuidhoek van de oorspronkelijke rechthoekige burcht, waar de muren het minst dik zijn. Muurankers met het jaartal 1648 geven aan dat de voorhof van Hillenraad op het eind van de Tachtigjarige Oorlog veranderingen onderging, mogelijk ook pas werd gebouwd. Deze verbouwing zal hebben plaatsgevonden in opdracht van Dirk Schenck van Nijdeggen en zijn vrouw Maria d'Oyenbrugge van Duras.
Na het overlijden van Dirk Schenck werd Hillenraad eigendom van zoon Christoffel Schenck van Nydeggen. Deze kocht in 1655 de rechtspraak in Swalmen en Asselt terug van de hertog van Gelre, een recht dat de heren van Swalmen in 1314 waren kwijtgeraakt. Met deze aankoop steeg de familie Schenck, tevens eigenaren van de heerlijkheden Swalmen en Asselt, sterk in aanzien. Door het overlijden van een metselaar weten we dat Hillenraad in 1665 werd verbouwd. Mogelijk moest op dat moment de toren plaats maken voor de nieuwe feestzaal. In 1668 was de toren in ieder geval verdwenen.

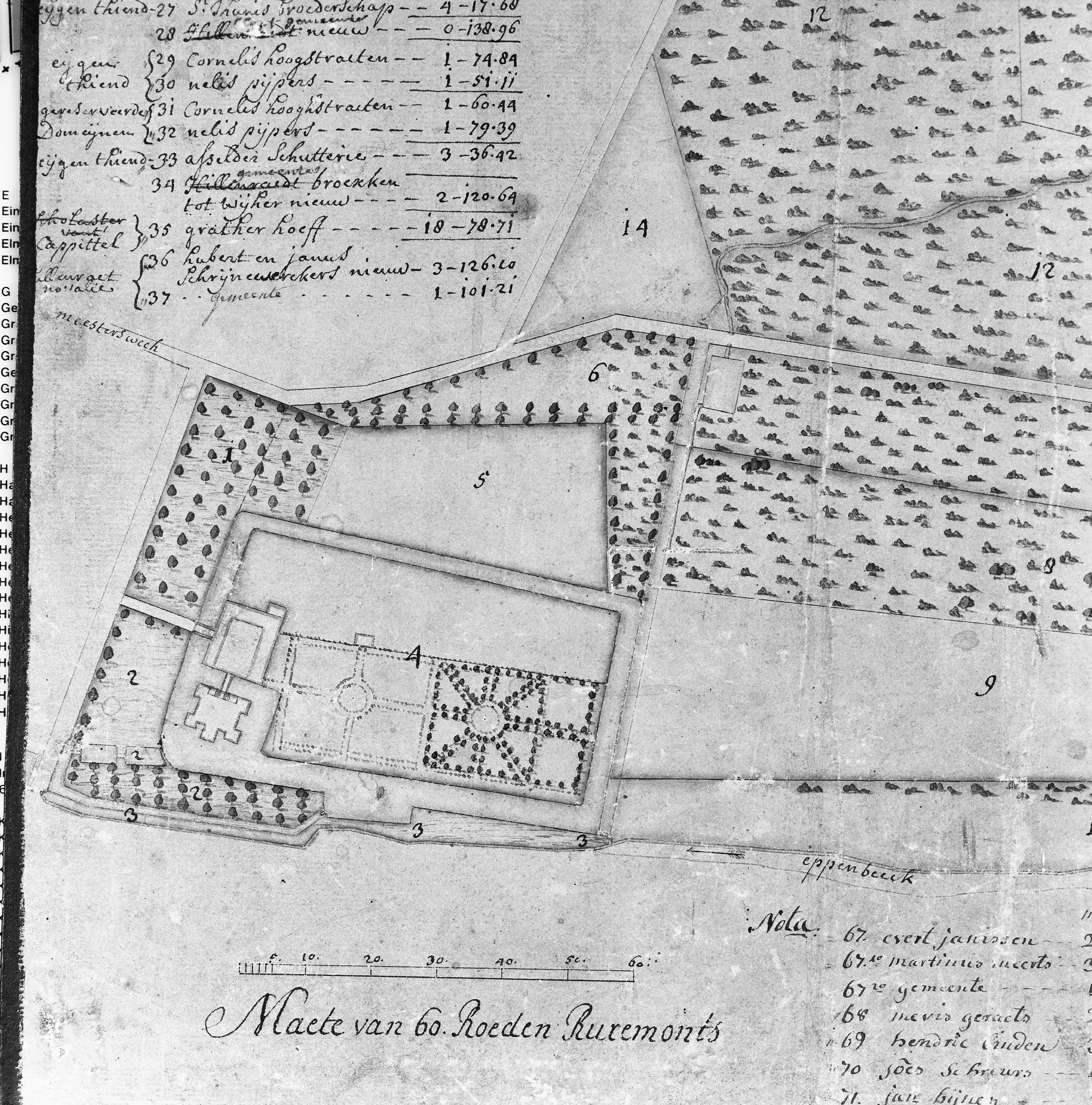
Het kasteel in 1753

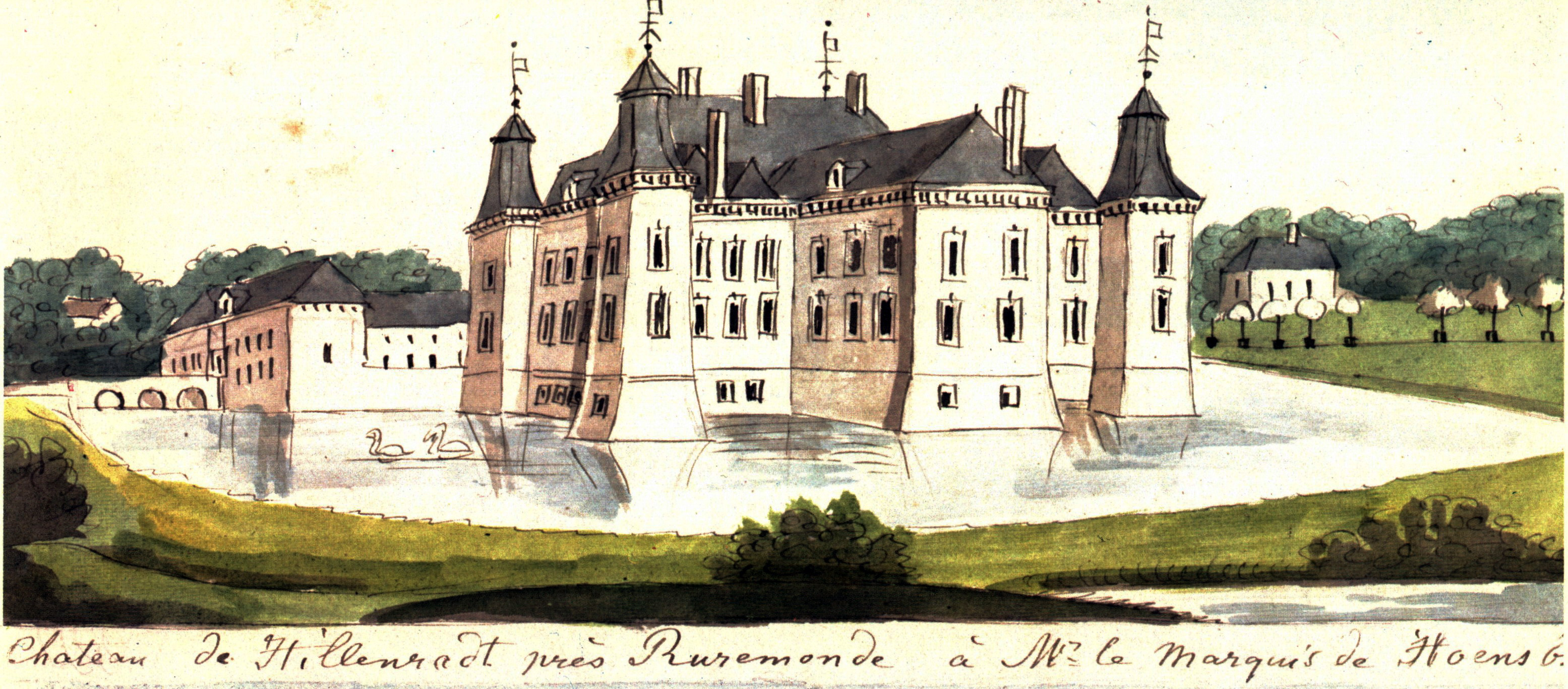
Het kasteel ca 1850

### Het markgrafelijk geslacht Van Hoensbroeck
In 1703 werd de achtjarige Christoffel Arnold Adriaan Schenck van Nijdeggen al spelend met een geladen geweer dodelijk gewond. Zijn vader, Arnold Schenck, vermaakte daarop al zijn bezittingen aan zijn vrouw Maria Catharina markgravin van Hoensbroeck. Zo vererfde Hillenraad uiteindelijk in 1736 op een neef. Deze neef Willem Adriaan van Hoensbroeck werd reeds in 1733 beleend met Hillenraad. In 1738 droeg hij Hillenraad over aan zijn zoon Frans Arnold van Hoensbroeck die in 1720 getrouwd was met Anna Catharina Sophia van Schönborn. Zij baarde hem 25 kinderen, van wie vermoedelijk enkele levenloos. Het alliantiewapen boven de ingang van de oranjerie in de grote kasteeltuin herinnert aan dit echtpaar. De familie Van Hoensbroeck zou enkele generaties eigenaar blijven van het kasteel. Onder hun zoon Lotharius Frans van Hoensbroeck werd Hillenraad opnieuw verbouwd: in 1766 overleed een dakdekker na een val van het dak. Onder de Roermondse bisschop Filips Damiaan Lodewijk van Hoensbroeck was kasteel Hillenraad in het vierde kwart van de 18e eeuw een centrum van muziekleven in het Maasland.

### De grafelijke familie Wolff-Metternich
De laatste Van Hoensbroeck op kasteel Hillenraad was Franz Eugen von und zu Hoensbroech. Zijn huwelijk met Hermengilde gravin Wolff Metternich bleef kinderloos en in 1909 droegen Franz Eugen en zijn vrouw het kasteel met toebehoren over aan hun neef Herman Jozef Wolff-Metternich en zijn vrouw Von Schall Riaucour. Zij lieten het kasteel tussen 1909 en 1922 restaureren, waarbij vooral de bijgebouwen ingrijpend veranderden. In 1925 organiseerde de ANWB een uitstapje naar Swalmen en kasteel Hillenraad, waar het gezelschap werd ontvangen door de graaf en gravin Wolff Metternich.
In november 1918 kwam het kasteel korte tijd in het wereldnieuws, toen de Duitse kroonprins Wilhelm er met zijn militair gevolg was geïnterneerd. De kroonprins was enkele dagen na zijn vader Wilhelm II de grens van het neutrale Nederland overgestoken en was volgens de regels van de Haagse Conventie voor neutrale landen direct geïnterneerd. Na korte tijd werd hij overgebracht naar het eiland Wieringen.

## Beschrijving

Plattegrond: A late 14e eeuw; B 2e helft 17e eeuw; C 2e kwart 18e eeuw; D 3e kwart 18e eeuw

### Hoofdgebouw, exterieur
Het hoofdgebouw van kasteel Hillenraad is 17e- en 18e-eeuws met een laatmiddeleeuwse kern. Het betreft een vierkant edelmanshuis van baksteen met drie daaraan toegevoegde vleugels, eveneens opgetrokken in baksteen: twee aan de zijkanten en één centraal geplaatst aan de achterzijde. In 1767 werden vier torenachtige hoekpaviljoens toegevoegd, waarmee het kasteel zijn huidige aanzien kreeg. De hoekpaviljoens zijn voorzien van ingesnoerde torenspitsen, bekroond door achtkantige gesloten lantarens met klokvormige beëindigingen.
De gevels zijn voorzien van getoogde vensters met natuurstenen omlijstingen met uitspringende sluitstenen. De voorgevel wordt in het midden bekroond door een natuurstenen fronton met het alliantiewapen van het 17e-eeuwse echtpaar Schenck van Nydeggen-Van Oyenbrugge in reliëf en de geschilderde figuren van Zeus en Poseidon met het jaardicht DoMIne hInC fVLgVra qVaeso repeLLas (1767). Boven het fronton is een uurwerk onder een gebogen dakje aangebracht met het jaartal 1737.
Tussen de haaks op de voorgevel staande zijvleugels bevindt zich een bordes, dat via twee trappen vanaf de brug over de kasteelgracht te bereiken is. Het bordes en de trappen hebben natuurstenen balustrades, waarop twee smeedijzeren lantarens zijn geplaatst (uit 1910?). Vanaf het bordes betreedt men de hoofdverdieping via de hoofdingang, een deur met een natuurstenen omlijsting met een topgevelvormig opzetstuk met een ovaal venster, geflankeerd door twee siervazen waaruit vlammen opstijgen.

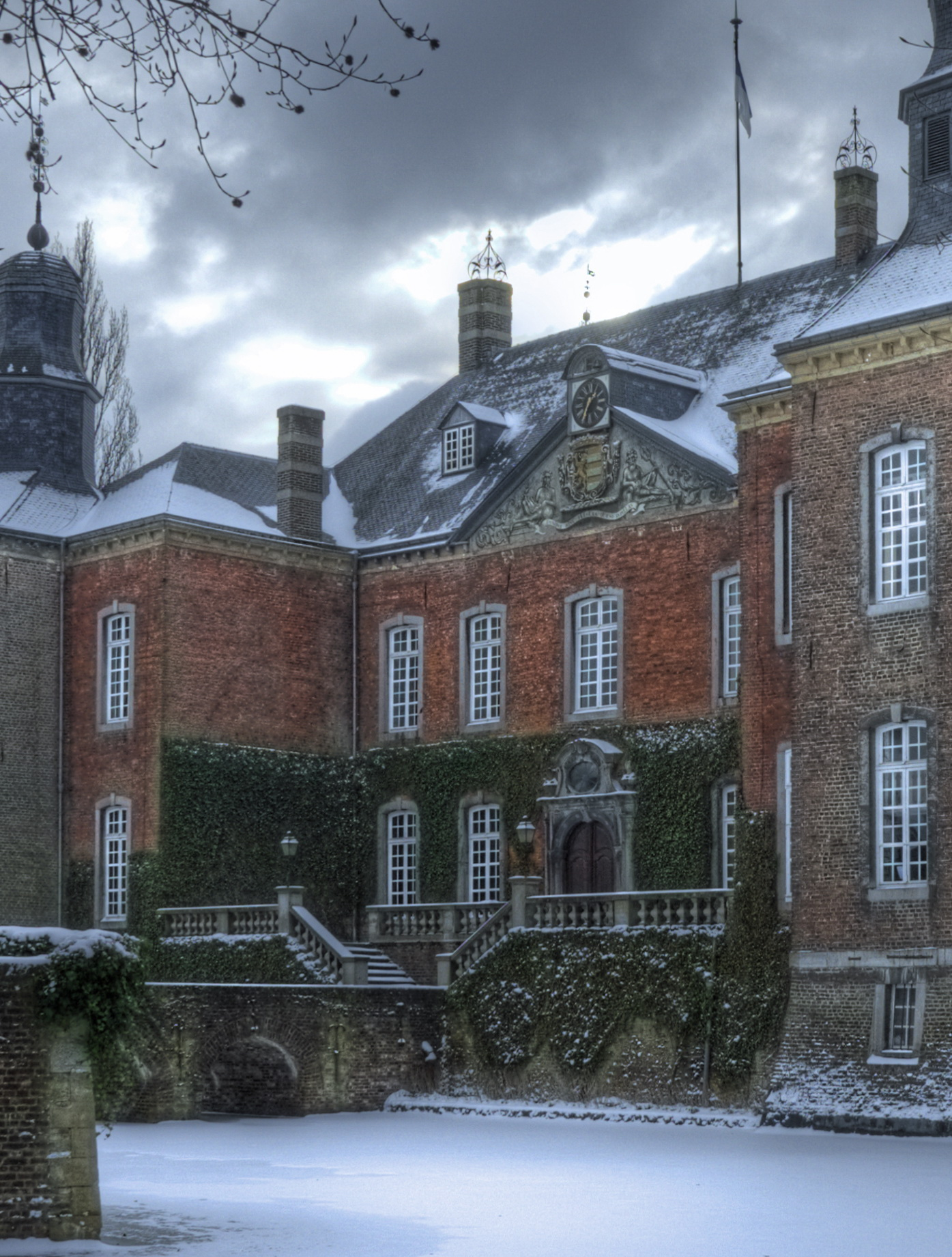
Voorgevel en bordes
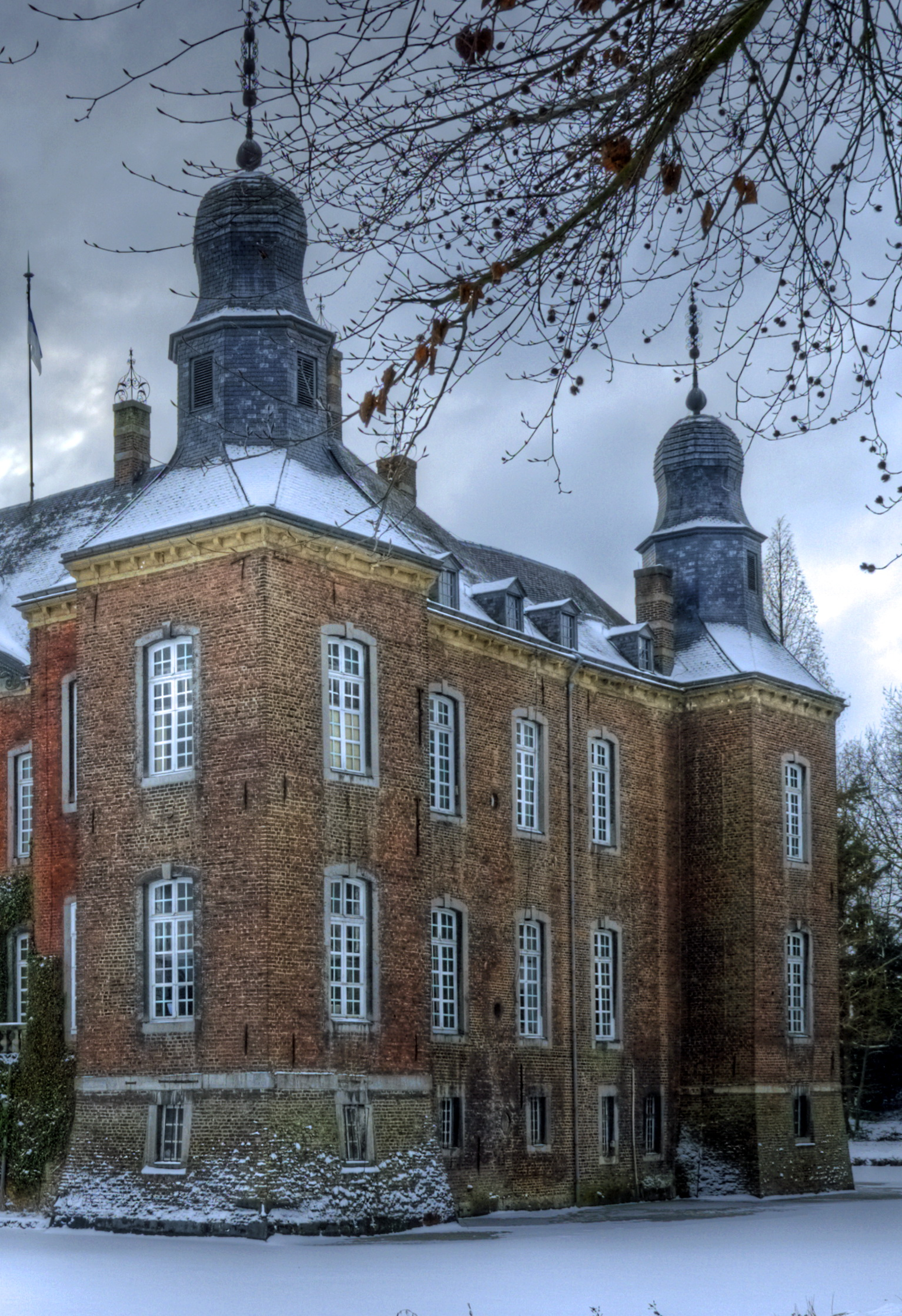
Kasteeltorens
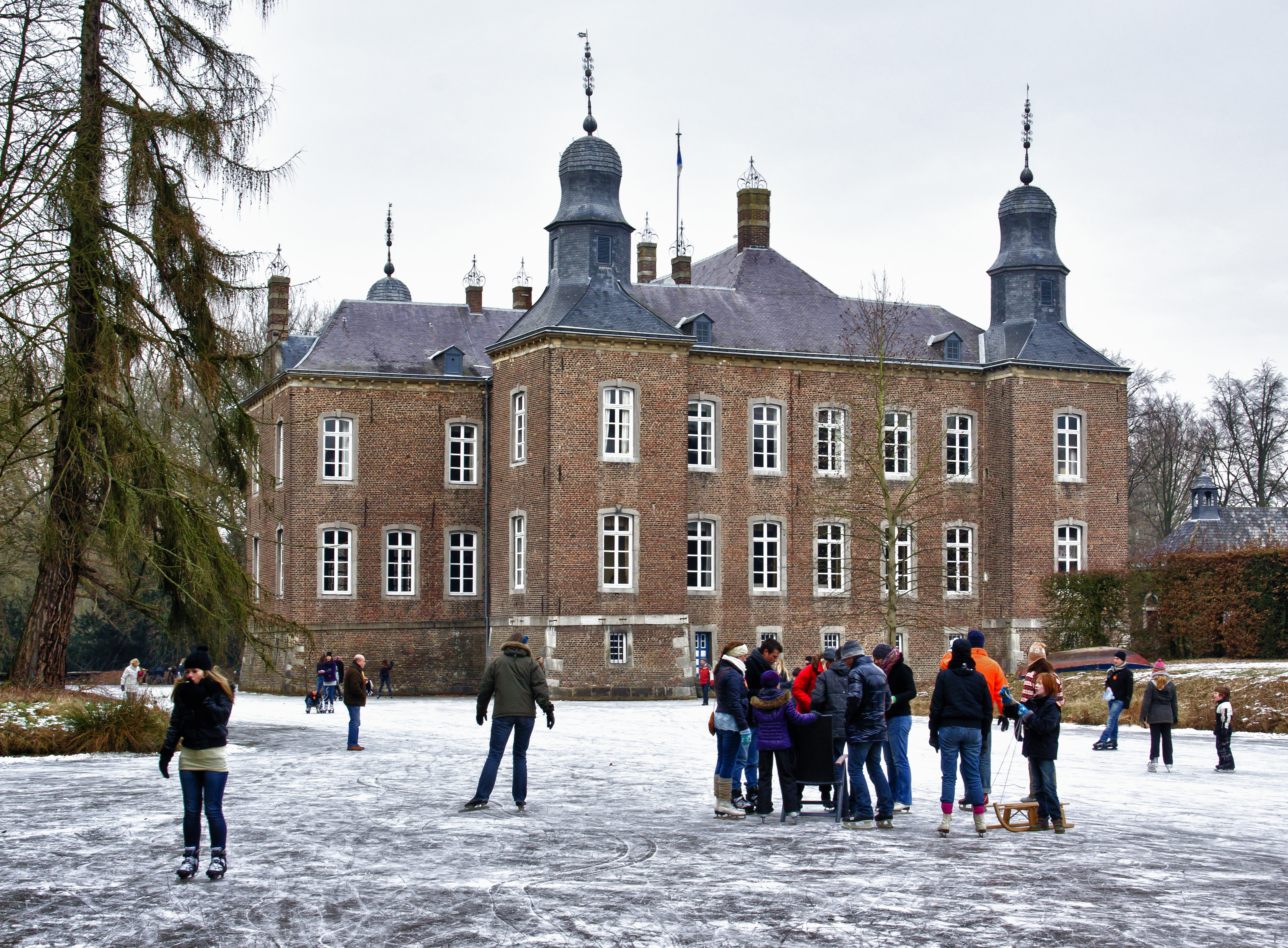
Zij- en achtervleugel
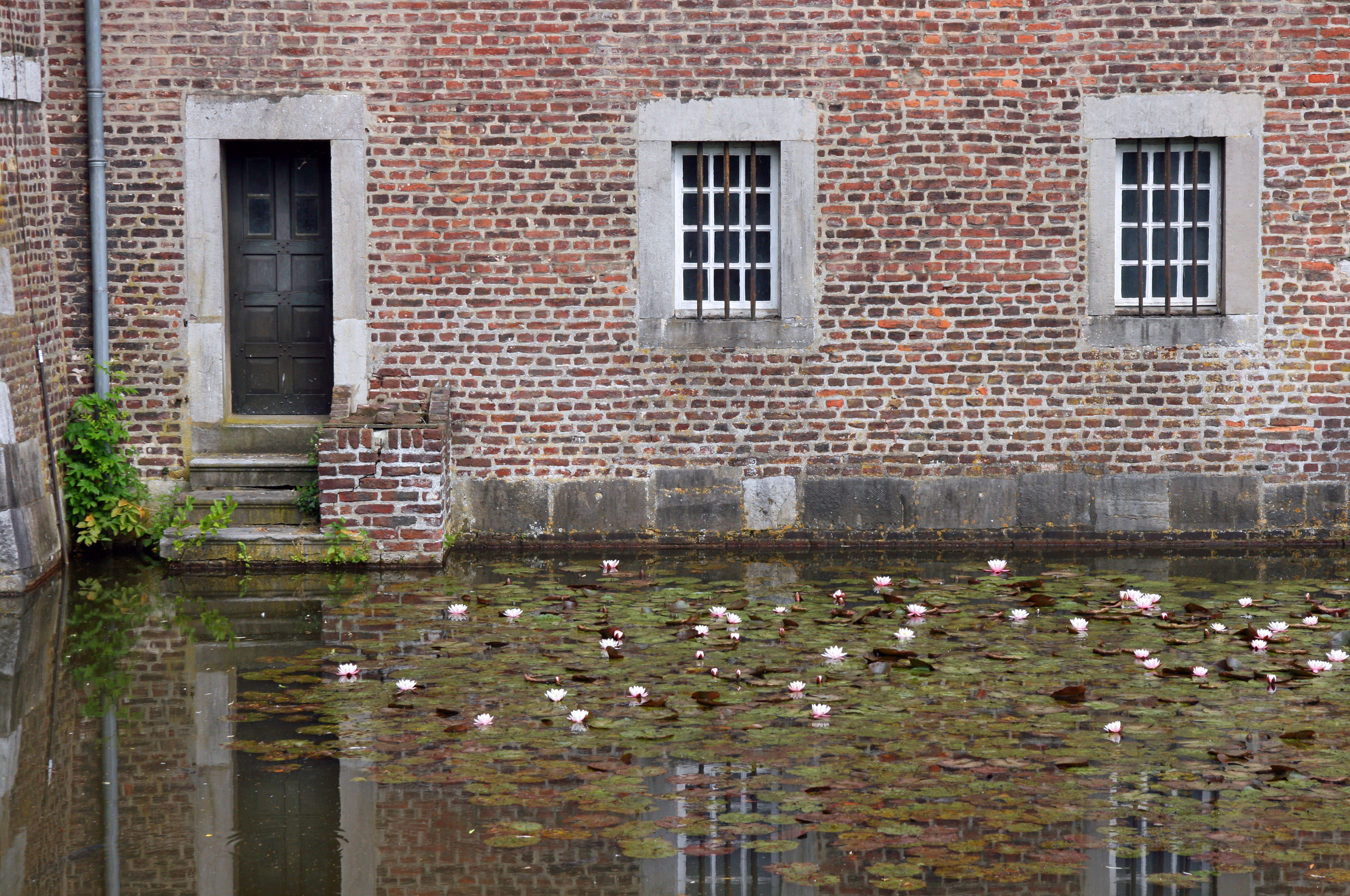
Souterrainverdieping

### Hoofdgebouw, interieur
In het interieur zijn diverse stucplafonds en schoorsteenmantels in Lodewijk XV-stijl aanwezig. De entreehal wordt gedomineerd door een drievoudige trap. Zeer bijzonder is de goeddeels in originele staat bewaarde feestzaal op de hoofdverdieping, waarvan de inrichting een voorbeeld is van Luikse barok en Luiks-Akense meubelstijl uit die periode. Het vertrek kan gezien worden als een 18e-eeuws gesamtkunstwerk met onder andere een fraai gestukadoord plafond, een met figuren ingelegde parketvloer, een eikenhouten zaalbetimmering met rijkversierde lambriseringen en deur- en raamomlijstingen, een gebeeldhouwde natuurstenen schoorsteen en enkele antieke wandtapijten. In de eetzaal bevindt zich goudleerbehang.

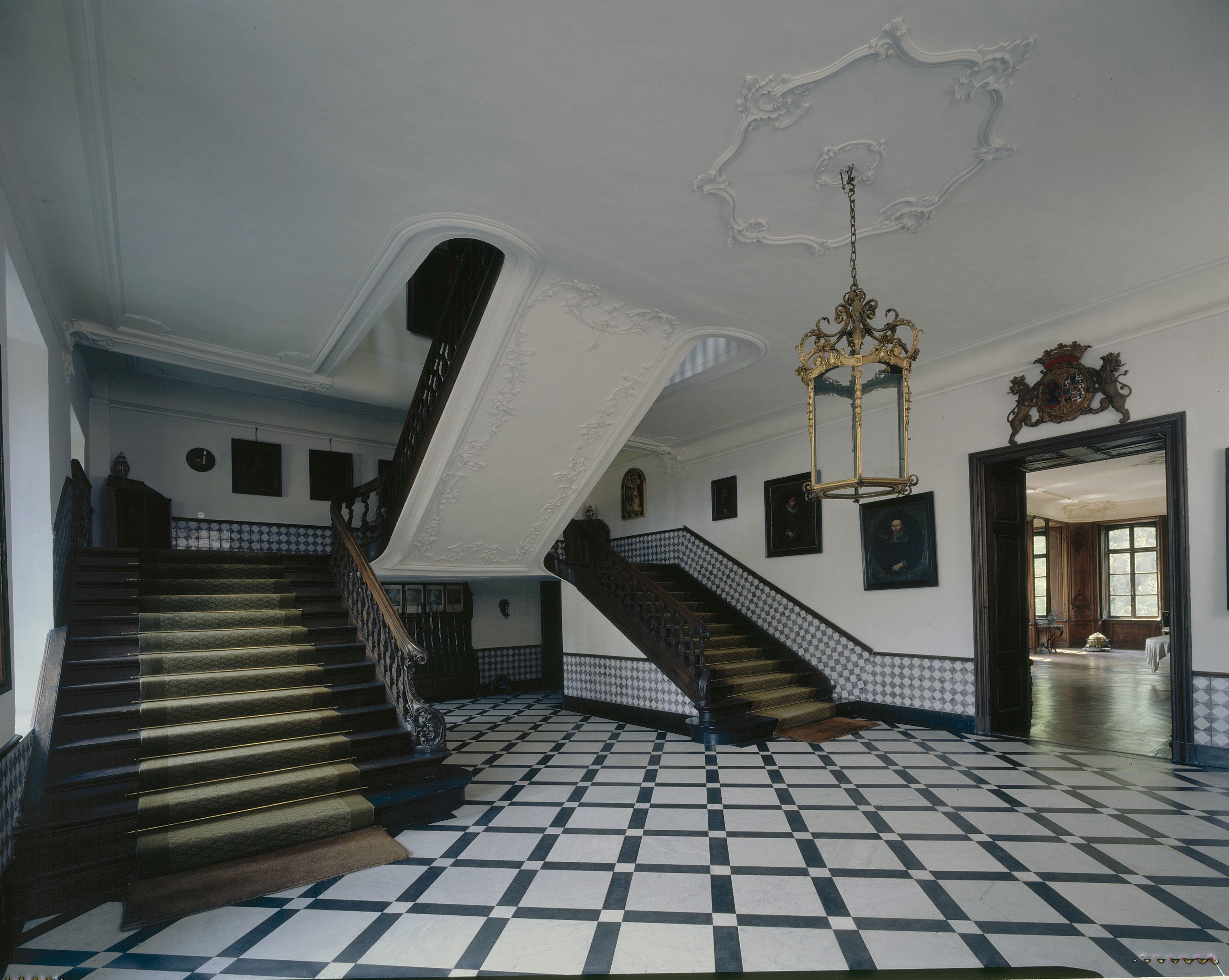
Entreehal
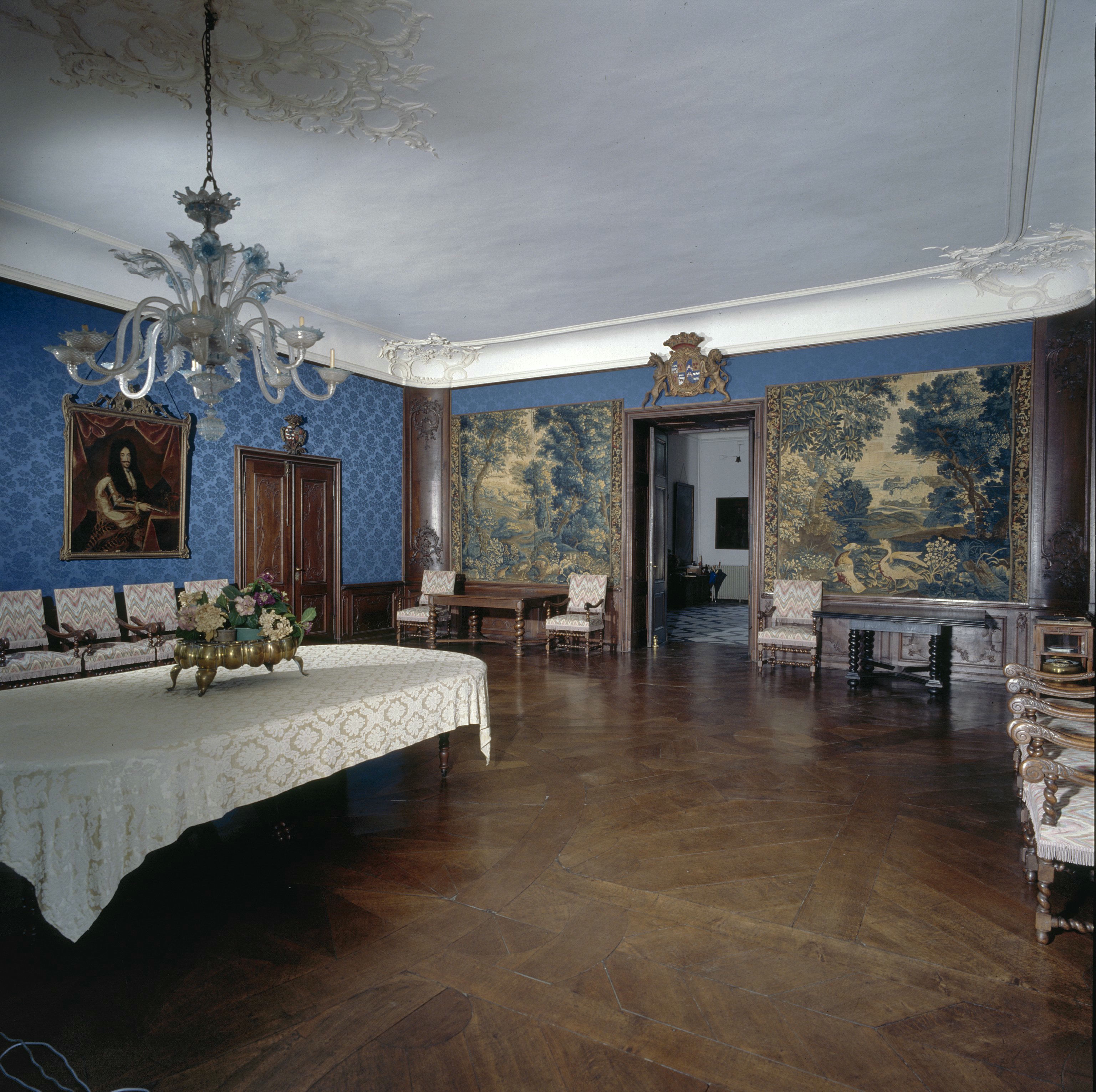
Feestzaal
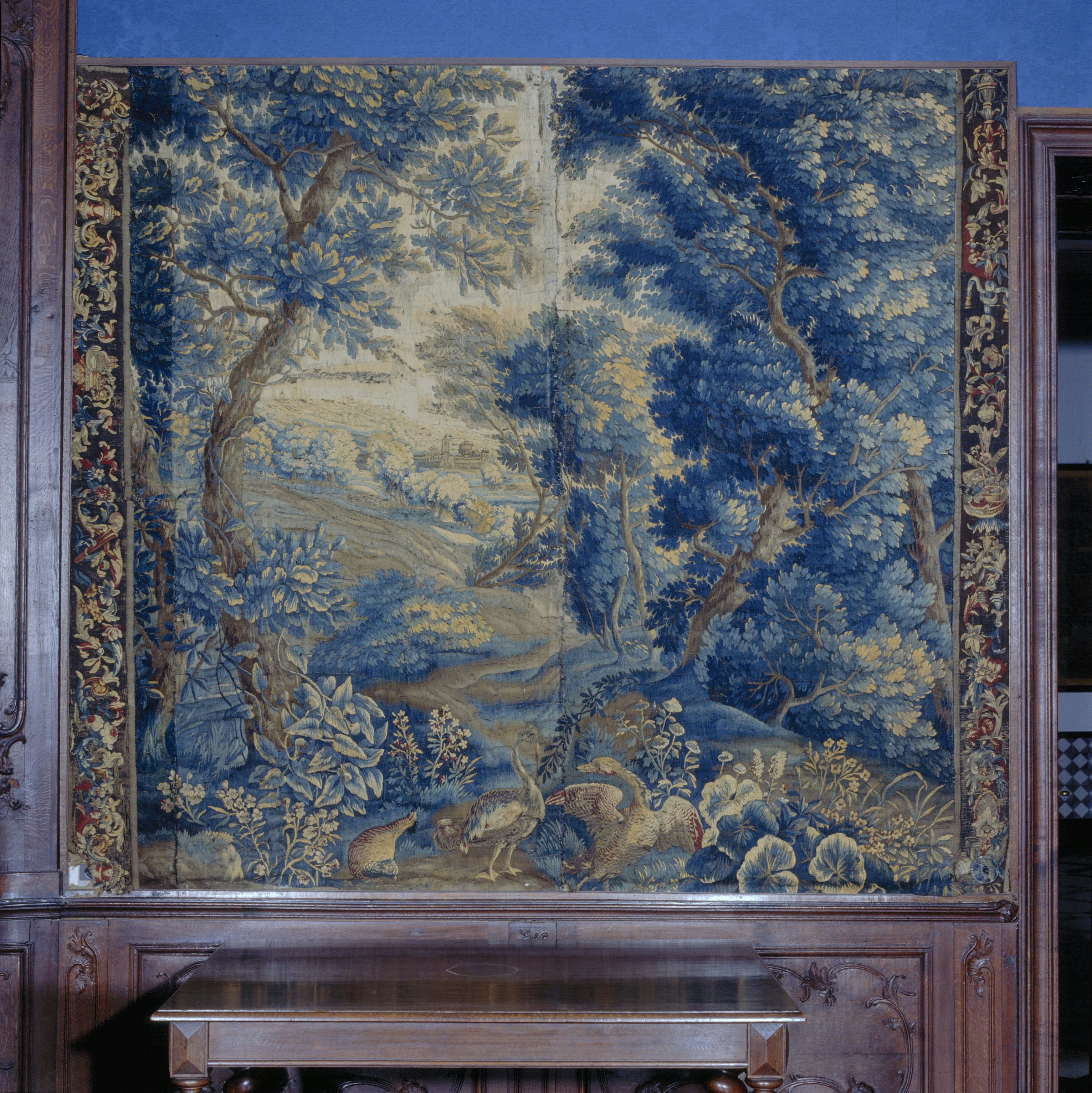
Wandtapijt feestzaal
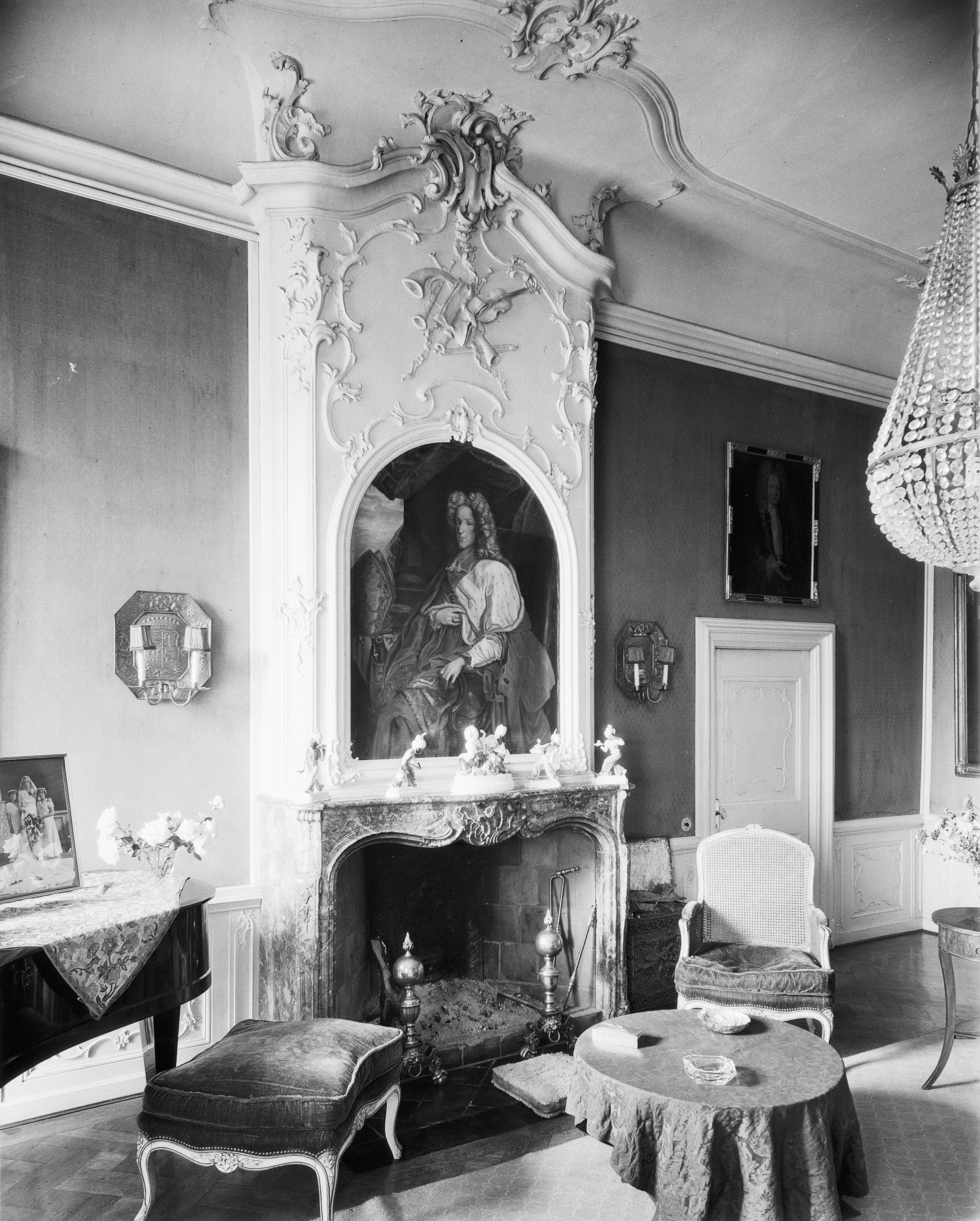
Kleine salon

### Bijgebouwen
De voorburcht is gebouwd rond een ruim voorplein en bestaat uit drie haaks op elkaar staande vleugels met schilddaken (17e-eeuws, deels herbouwd omstreeks 1920). In het midden van de noordelijke vleugel bevindt zich een 17e-eeuwse zandstenen poortomlijsting met diamantkoppen. Het fronton met de geschilderde wapens van Wolff Metternich en Schall-Riaucour dateert uit 1922. In de westelijke helft van deze vleugel is een kapel ondergebracht, herkenbaar aan het klokkentorentje op het dak. In het interieur bevinden zich banken en een altaar in 18e-eeuwse stijl en enkele 17e- en 18e-eeuwse rouwborden. De oostelijke en zuidelijke vleugel zijn nog grotendeels 17e-eeuws, behalve het dak. In de oostvleugel bevindt zich een poortdoorgang met zandstenen omlijstingen naar het achtererf. Aan de zuidzijde van het erf is een vermoedelijk 18e-eeuws bedrijfsgebouwtje met een lessenaarsdak tegen de oostvleugel gebouwd. De zuidvleugel is omstreeks 1920 ingekort en verbouwd tot woning. Aan de overzijde van de Hillenraederlaan ligt een oude schuur met een krulgevel, waarvan het voorste gedeelte later verbouwd is tot woonhuis.
In de voormalige moestuin is in het tweede kwart van de 18e eeuw een tuinpaviljoen gebouwd. Het rechthoekige gebouw wordt gedekt door een schilddak waarop een schoorsteen met smeedijzeren bekroning staat. In de voorgevel aan de tuinzijde bevindt zich een natuurstenen deuromlijsting met de familiewapens van Van Hoensbroeck en Van Schönborn. In de achtergevel zijn vensters met in oorsprong natuurstenen omlijstingen aangebracht. In het interieur bevindt zich een plafond en een schoorsteenboezem met Lodewijk XIV-stucwerk.

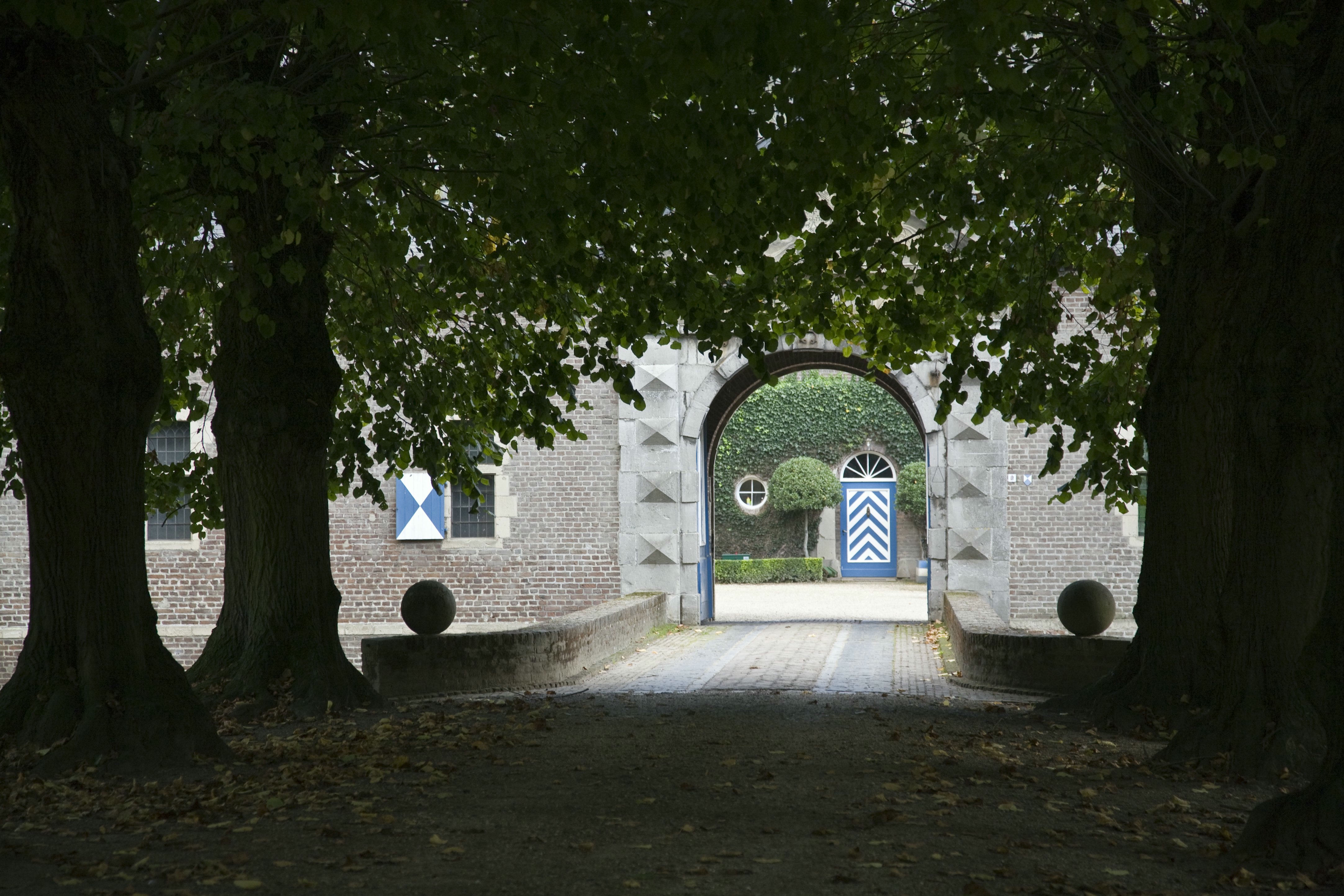
Oprijlaan en Poortgebouw
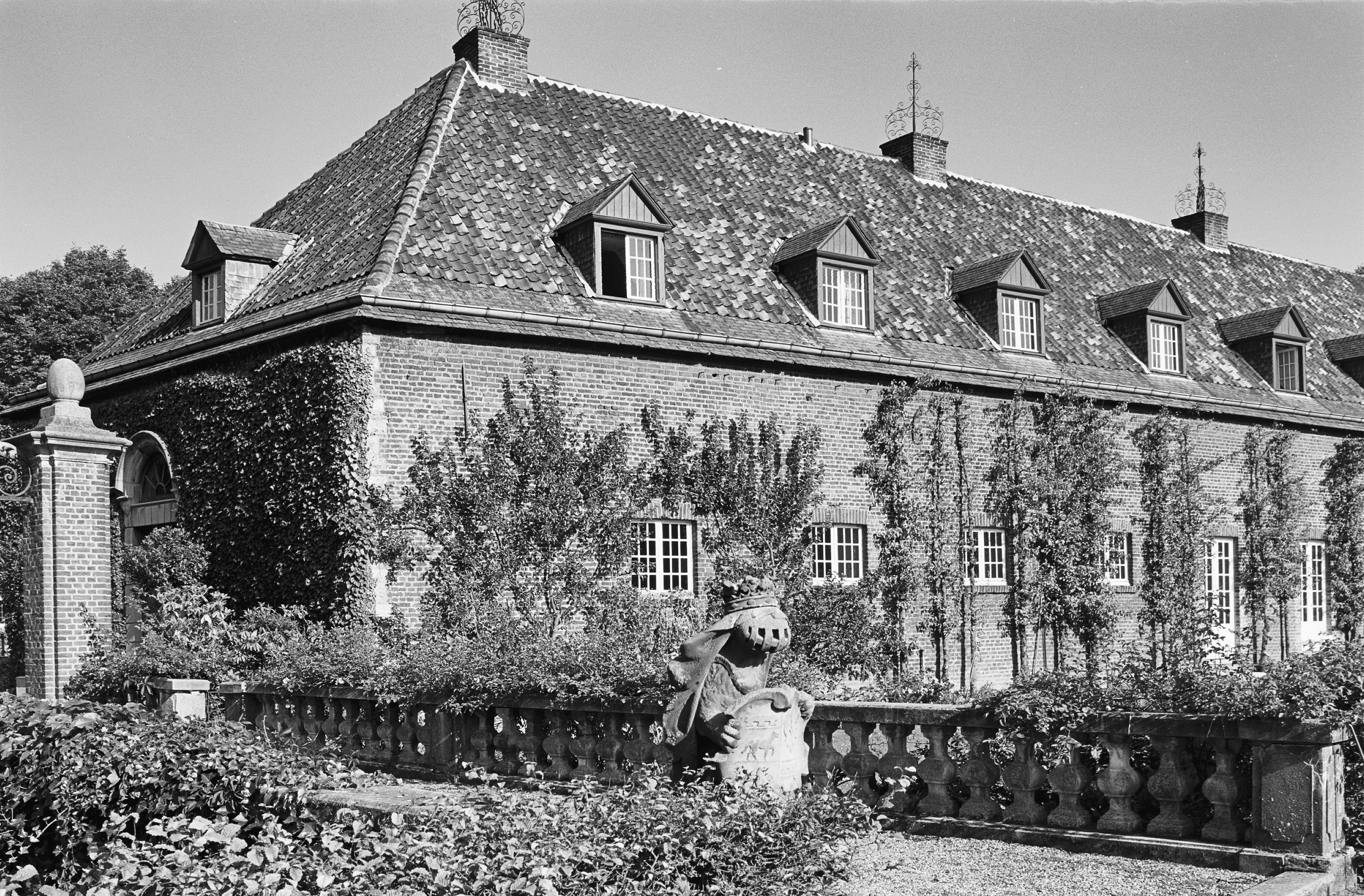
Bijgebouwen
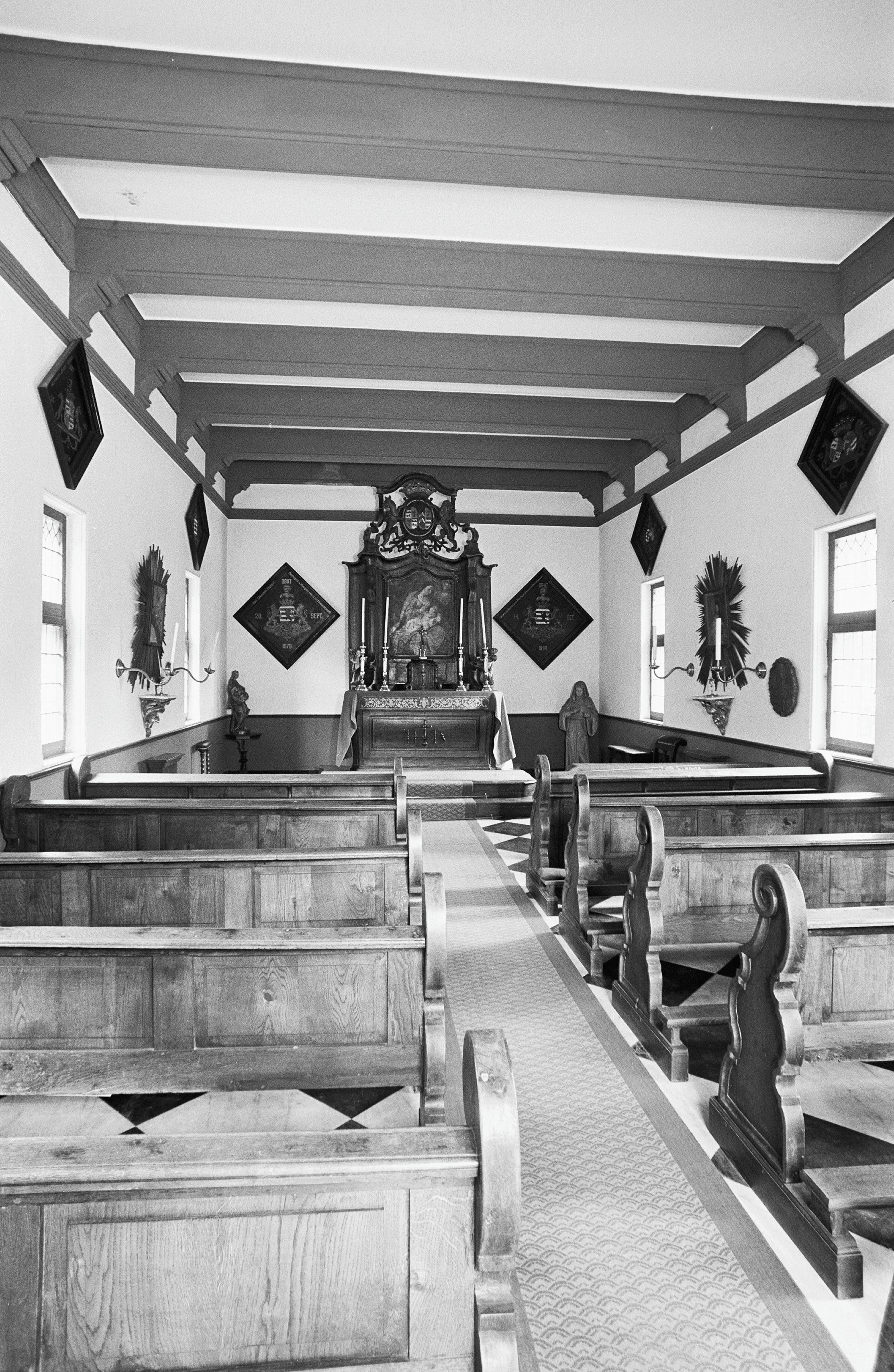
Interieur kapel
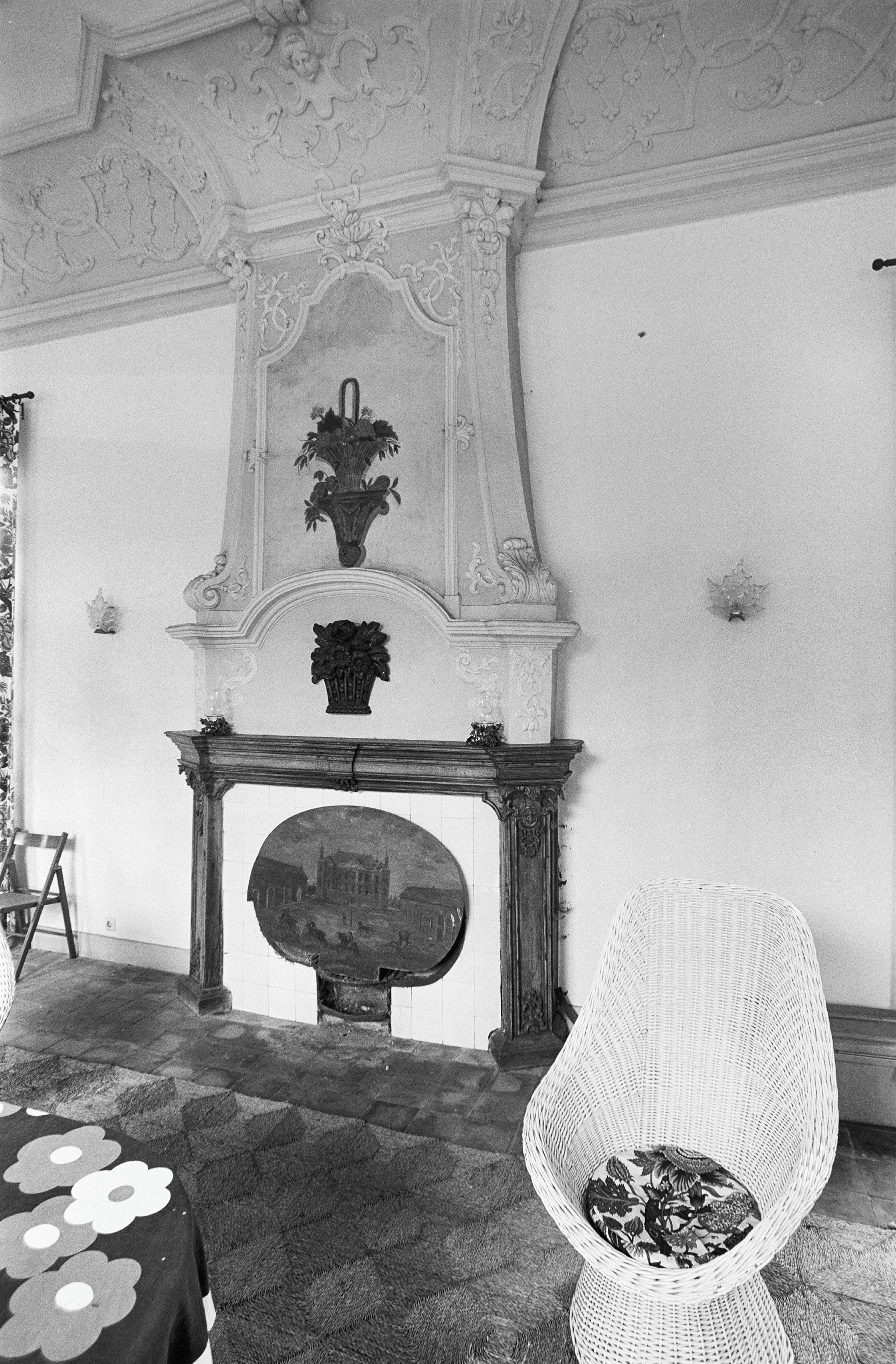
Interieur paviljoen

### Tuinen, landgoed
De tuin- en parkaanleg van de historische buitenplaats Hillenraad telt een vijftiental van rijkswege beschermde onderdelen, waaronder een tweetal bruggen, een stuw, enkele muren met tuinornamenten, balustrades, een tuinhek, twee banken, tuinvazen, sokkels en beelden. Behalve de deels formeel aangelegde tuin, omvat het landgoed een sterrenbos en enkele lanen.

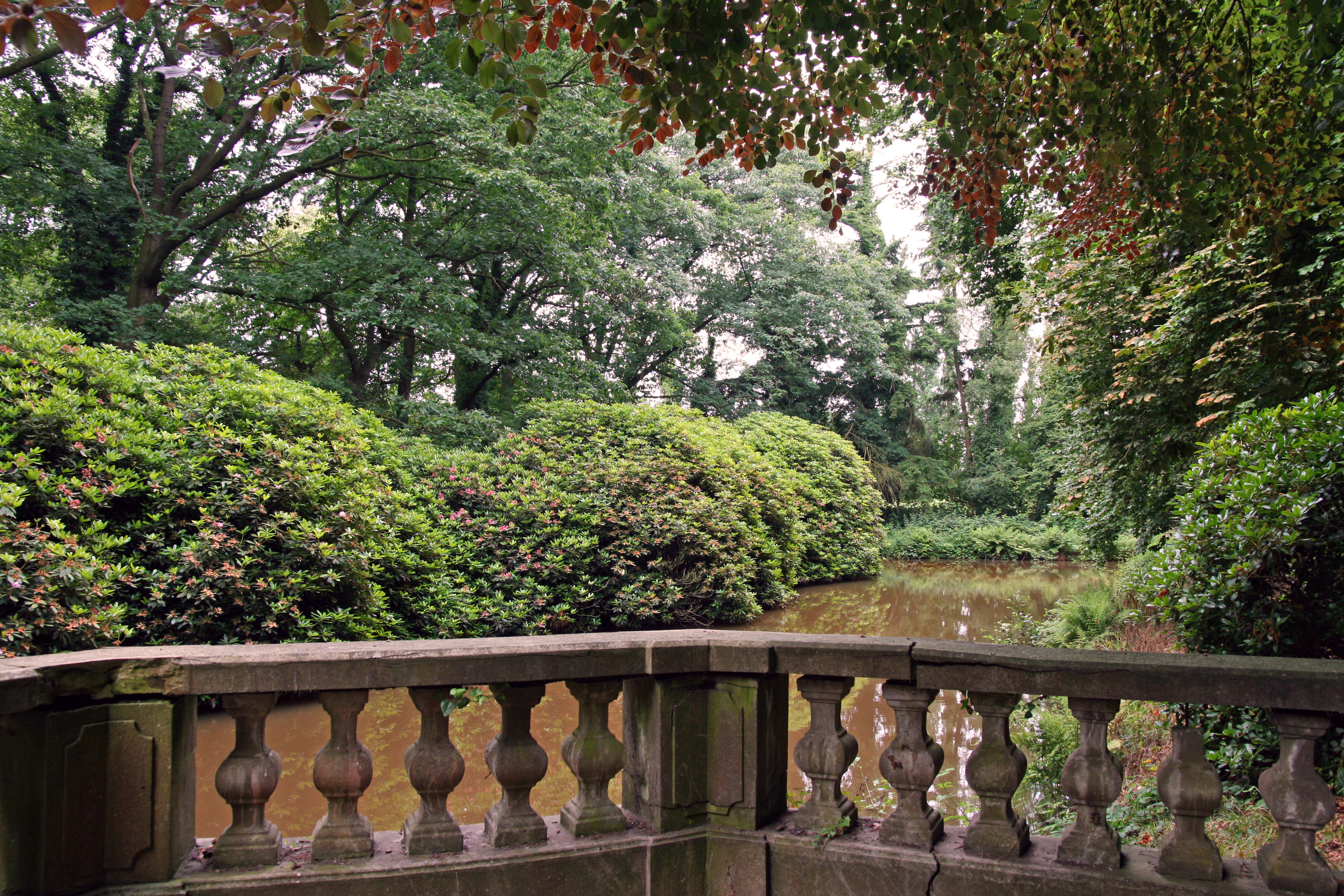
Vijver in kasteeltuin
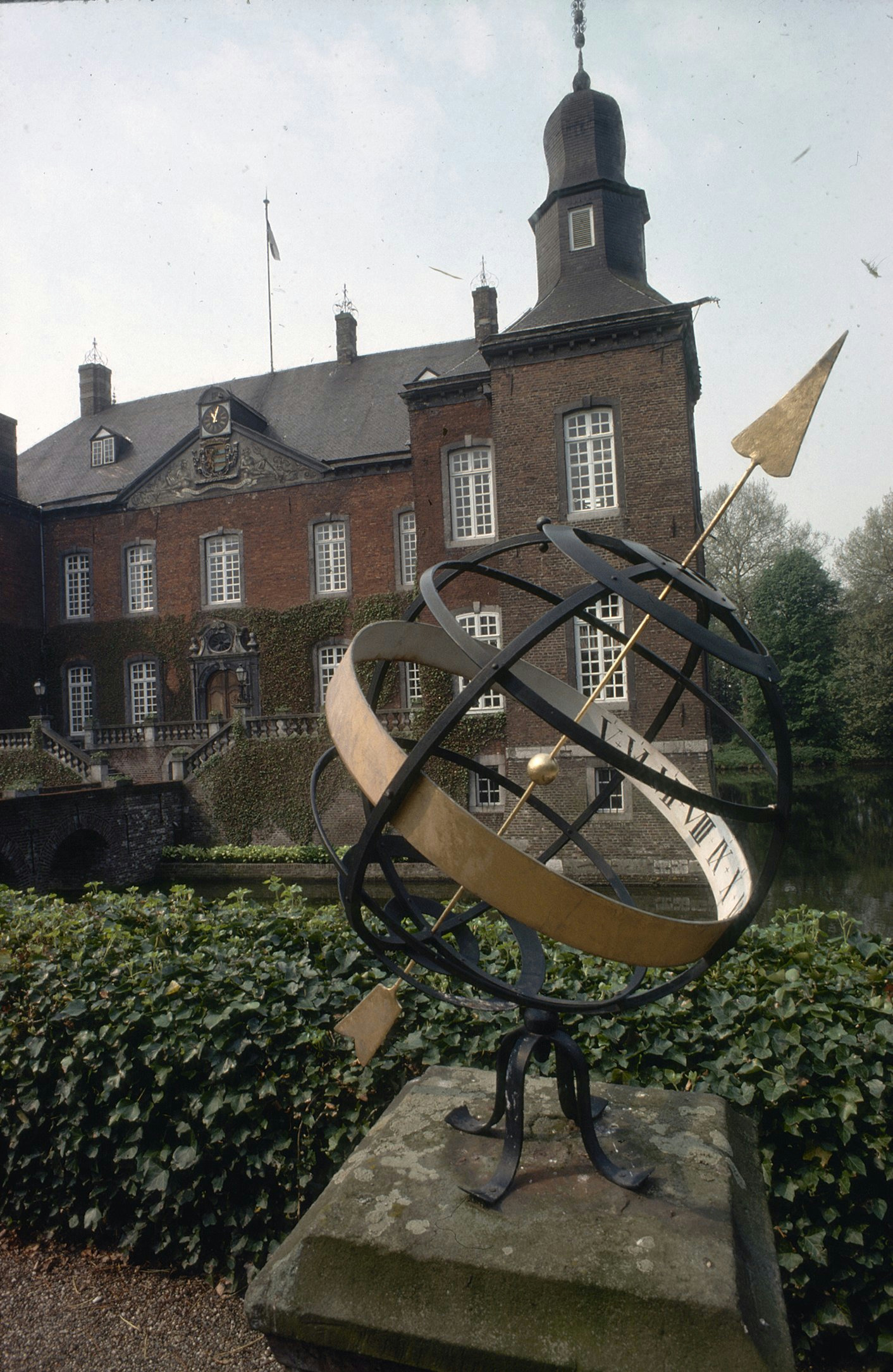
Zonnewijzer
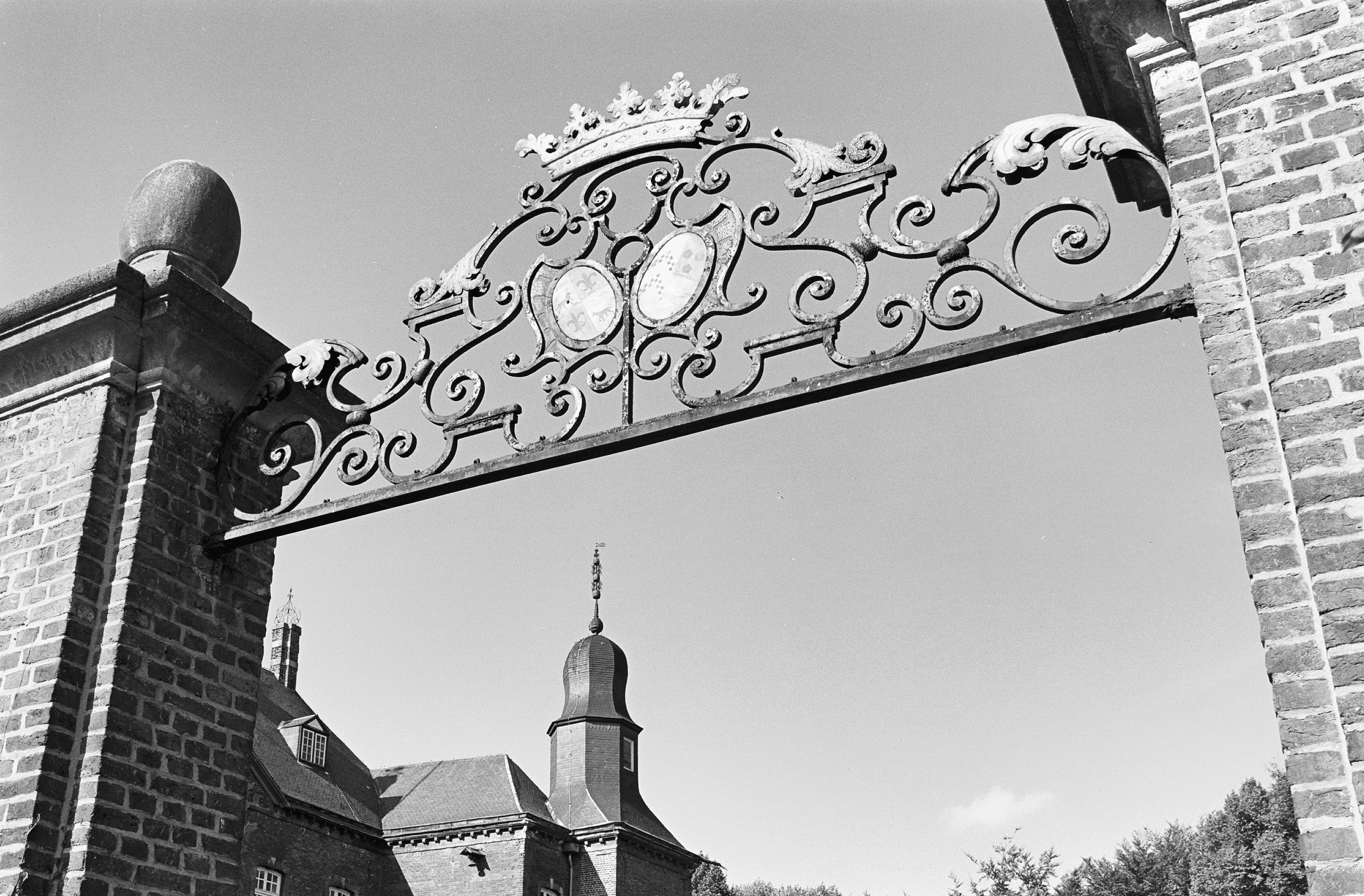
Tuinhek
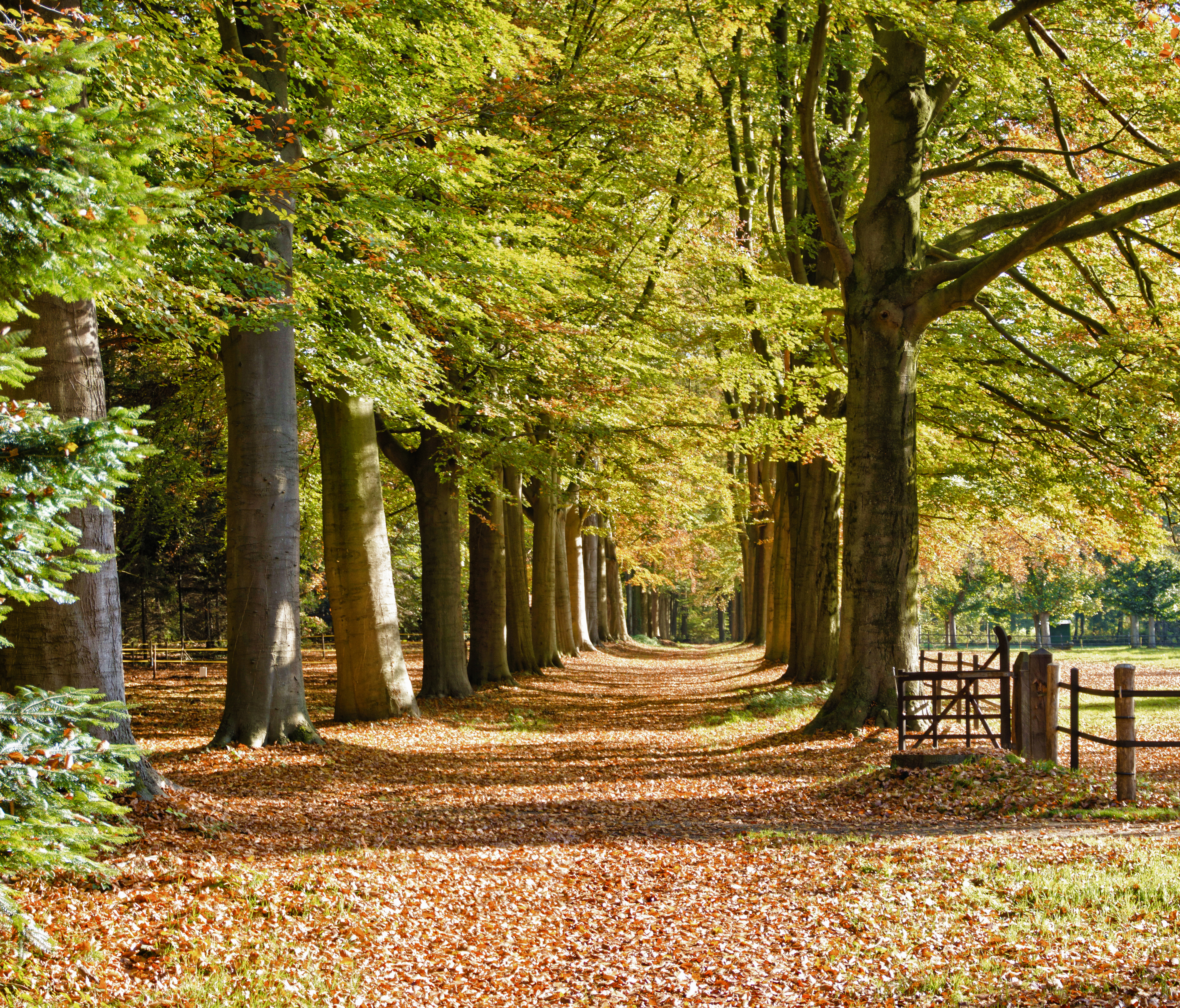
Kasteelpark